# (2288) Karolinum
(2288) Karolinum es un asteroide perteneciente al cinturón de asteroides, descubierto el 19 de octubre de 1979 por Ladislav Brožek desde el Observatorio Kleť, České Budějovice, República Checa.

## Designación y nombre
Designado provisionalmente como 1979 UZ. Fue nombrado Karolinum en homenaje a la Universidad Carolina de Praga.